# Kicevo
Kicevo (în macedoneană Кичево) este un oraș din Republica Macedonia.